# Ve siècle
Le Ve siècle (ou 5e siècle) commence le 1er janvier 401 et finit le 31 décembre 500.

## Événements

### Afrique
- 435-534 : installation du royaume vandale sur la Byzacène et l'Afrique proconsulaire (Afrique du Nord) avec Carthage pour capitale[1].
- Vers 450-500 : le royaume aksoumite semble être un moment vassal de princes yéménites pendant la seconde moitié du Ve siècle[2].

- Village de Broederstroom, à l’ouest de Pretoria en Afrique du Sud : treize huttes effondrées, traces de métallurgie du fer, poterie du premier âge du fer, élevage de gros bétail, de chèvres et de moutons[3].

### Asie et Pacifique
- 300-552 : Période Yamato au Japon. Le clan du Yamato domine la région de Nara, au centre du Honshū et rayonne au sud et vers les côtes de la mer du Japon. Le Japon entre dans l’âge historique grâce à l’introduction de l’écriture venue de Chine et des premiers éléments de civilisations par l’entremise de la Corée. La division originelle en de nombreuses principautés se réduit progressivement au profit du pouvoir des empereurs (tennō) d’origine divine[4] (vers 520).
- 391-491 : apogée du royaume de Koguryŏ (Corée) sous les règnes de Kwanggaet'o Wang le Grand et de son fils Changsu Wang. Tombes royales de Silla et de Koguryŏ.
- Vers 400 :
  - constitution de la confédération des Ruanruan (ou Jouan Jouan) de la Corée à l’Irtych. Parmi elle les Avars émigrent en Europe au VIe siècle[5].
  - apparition d’entités politiques dans l’ouest de l’archipel indonésien : les États maritimes commerçants des côtes et des estuaires de Sumatra, du nord de Java (Tarumanagara, 358-669)[6], de Bornéo (Kutai, v. 400[7]) et de Célèbes. Adoption de modèles culturels (écriture pallava, langue sanskrite, bouddhisme, hindouisme) et politiques indiens.
- 405 : invention de l'alphabet arménien par le moine saint Mesrop Mashtots[8].
- 413 : le pèlerin bouddhiste chinois Faxian (Fa Hien) visite les îles de la Sonde (Java)[9].
- Vers 430 : à la suite de la destruction des Liang septentrionaux par les Wei du Nord, les Turcs Tujue se réfugient auprès des Ruanruan qui les installent dans l’Altaï où ils pratiquent la métallurgie du fer[10].
- Vers 450 : le roi Gunavarman consacre un temple à Vishnou à Thap Muoi, dans la Plaine des Joncs, au Viêt Nam actuel. Le culte de Vishnou est attesté par une inscription dans l'ouest de Java, où les empreintes du roi de Taruma Purnavarman sont comparées à celle du dieu hindou. En Malaisie, une inscription découverte dans la région de Kedah en 1834 datable du milieu du siècle révèle l'influence du bouddhisme. Au Myanmar, les fouilles du site de Shrikshetra, au sud de Prome, ont donné des fragments du canon pâli gravés sur feuilles d'or datés vers 500. Le bouddhisme prospère chez les Môns à Hamsavati et Suddamavati en basse Birmanie aux Ve et VIe siècles[11].
- 484 : le roi du Funan, Jayavarman Kaundinya, en guerre avec le Champā, envoie une ambassade au roi des Qi du Sud en Chine pour obtenir des secours[12]. Selon la tradition, le brâhmane Kaundinya arrive au Funan (Sud Viêt Nam). Après avoir soumis grâce à un arc magique la fille d’un roi-serpent (nâga), il l’épouse et est choisi comme roi par le peuple. Il change les lois selon les prescriptions indiennes[13]. L’État connu par les sources chinoises sous le nom de Funan, où le sivaïsme est religion d’État, mène une politique expansionniste vers l’intérieur des terres, avant de tomber au milieu du VIe siècle sous l’hégémonie de l’État vassal consolidé de Zhen-la (ou Chenla).

### Europe

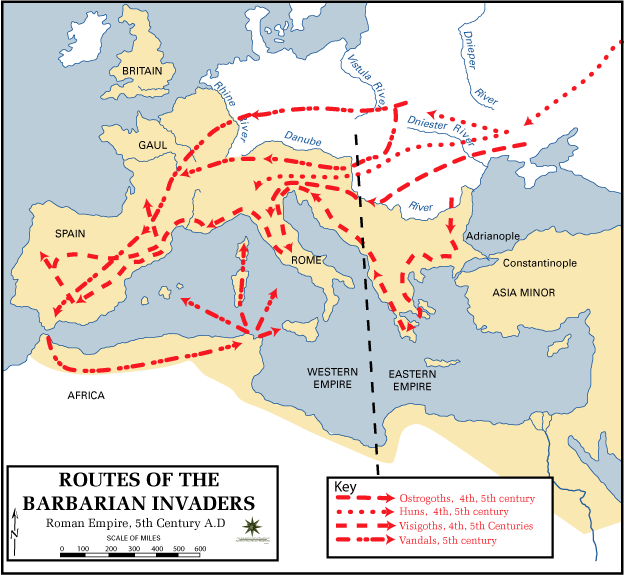
Itinéraires empruntés par les colonnes d'envahisseurs durant la seconde phase des Grandes invasions, du.
Chronologies associées : I - II.

- 395 : il y a désormais deux Empires romains ; confirmation en 410[14] : lors du sac de Rome, Constantinople n'intervient pas[15].

- 400-600 : époque des « grandes migrations » et âge du fer germanique ancien en Scandinavie[16]. Les grands flux migratoires germaniques gagnent une partie importante de l’Europe continentale, à l’ouest et au sud. Il se peut que les principales zones de départ soient la Scandinavie, ce que suggère la toponymie (Goths, Vandales, Suèves, Burgondes). Des éléments germaniques basés en Allemagne du Nord et au Danemark (Angles, Jutes et Saxons) migrent vers les îles britanniques entre le IIIe et le VIIe siècle.
- Vers 401 : la tradition druidique tend à disparaître en Gaule devant la culture gallo-romaine et la religion chrétienne[17].
- 405-406 :  passage du Rhin des peuples germaniques qui envahissent l'Empire romain[14].
- 413-418 : les Wisigoths s'implantent en Aquitaine seconde et fondent le royaume de Toulouse (418-507) ; ils sont envoyés par Rome pour en finir avec les colonnes de Hasdings, Sillings et Alains en Hispanie (vers 416-417), protéger les Suèves contre les Vandales (419) et réprimer l’insurrection des Bagaudes en Tarraconaise (443 et 454)[18].
- 428 : raids anglo-saxons en Bretagne[14]. Début de la colonisation de la Grande-Bretagne par les Anglo-Saxons. Après le départ des troupes romaines en 407, la Bretagne est envahie progressivement par les Pictes, les Gaëls, les Angles et les Saxons. Ce qui provoque vers 550 la troisième, et la plus importante, vague d'émigration bretonne en Armorique (Bretagne continentale actuelle).

- 438 : publication du Code de Théodose, qui rassemble toutes les lois impériales décrétées depuis Constantin Ier le Grand[14].
- 439 : les Vandales prennent Carthage[14].
- 441 : les Huns d'Attila franchissent le Danube[14].
- 443 : établissement des Burgondes comme fédérés en Sapaudia[14].
- Entre 450 et 550 : du Rhin à la Loire, apparaît un nouveau type d’inhumation associant la pratique romaine du sarcophage et l’habitude germanique d’enterrer le mort habillé et armé (cimetières « à rangées »). Les objets déposés dans les tombes varient selon les régions[19].
- 451 : les Huns envahissent la Gaule ; bataille des champs Catalauniques[14].
- 455 : Sac de Rome par Genseric[14].
- 455-476 : époque des derniers empereurs après le meurtre de Valentinien III en Occident. Enfermés à Ravenne, ils laissent le pouvoir aux chefs militaires commandant l'armée d'Italie (Ricimer, Odoacre). Hors d'Italie les royaumes barbares prennent leur indépendance[14]. Après 450, l’autorité administrative impériale s’effondre progressivement dans l’Empire romain d'Occident au profit de la hiérarchie ecclésiastique chrétienne[17].
- 476 : abdication de Romulus Augustule, dernier Empereur de l'Empire romain d'Occident[14].

La situation du royaume des Francs en 481, au couronnement de Clovis Ier

- Vers 482 : Clovis est couronné Roi des Francs. En 486, il bat Syagrius chef de l'État Romain de l'ouest de la Gaule, à Soissons. Il commence ainsi l'expansion du Royaume franc[14].
- 493 : royaume ostrogoth en Italie.

- Les Scots émigrent d’Irlande vers le nord-ouest de l’Écosse et fondent le royaume de Dal Riada (Argyll)[20].
- L’Irlande est divisée en sept royaumes sous l’égide d’un roi suprême à l’autorité théorique (Ard ri Érenn)[21].
- L’historien de Tarragone Paul Orose mentionne les Vislanes à l’est de la Moravie. La région est riche en minerais de fer et présente un carrefour important sur la route vers le Dniestr, Kiev et la mer Noire[22].
- Apparition de la culture slave archaïque de Korchak sur les pentes des Carpates orientales, le long du Pripet jusqu'au Dniepr moyen (Ve – VIIe siècles)[23].

## Personnages significatifs
- Chefs politiques :
  - Empereurs romains d'Occident :
    - Flavius Honorius (384 - 423), règne de 395 à 423.
    - Constance III (? - 421), règne de 421 à 421.
    - Valentinien III (419 - 455), règne de 425 à 455.
    - Pétrone Maxime (397 - 455), règne de 455 à 455.
    - Eparchus Avitus (395 - 456), règne de 455 à 456.
    - Majorien (420 - 461), règne de 457 à 461.
    - Libius Severus (420 - 465), règne de 461 à 465.
    - Anthémius (420 - 472), règne de 467 à 472.
    - Flavius Anicius Olybrius (420 - 472), règne de 472 à 472.
    - Glycérius (420 - 480), règne de 473 à 474.
    - Julius Nepos (430 - 480), règne de 474 à 475.
    - Romulus Augustule (461 - 507), règne de 475 à 476.

  - Aetius (395 - 454), généralissime de l'armée de l'empire d'Occident (435 - 454)
  - Alaric Ier (370 - 410), roi des Wisigoths (495 - 410) qui a saccagé Rome.
  - Attila (395 - 453), chef des Huns (434 - 453).
  - Gondioc ( - 473), roi des Burgondes
  - Odoacre (vers 433 - 493), patrice d'Italie (476 - 493).
  - Clovis Ier (466 - 511), roi des Francs (481 - 482).
  - Théodoric Ier ( - 451), roi des Wisigoths (418 - 451)
  - Théodoric le Grand (454 - 526), roi des Ostrogoths (475 - 526).
- Religieux :
  - Jean Chrysostome (entre 344 et 354, 407), archevêque de Constantinople, père de l'Église.
  - Augustin d'Hippone (354 - 430), évêque d'Hippone, philosophe, théologien.
  - Cyrille d'Alexandrie (376 - 444), évêque d'Alexandrie, docteur de l'Église.
  - Jean Cassien (né entre 350 et 360, mort entre 433 et 458), saint de l'Église orthodoxe, théoricien du monachisme.
  - Saint Patrick (389 - 461), évangélisateur de l'Irlande.
  - Sidoine Apollinaire (430 - 486), homme politique, évêque et écrivain gallo-romain. Ses nombreuses lettres sont un des seuls témoignages écrits du Ve siècle.
  - Remi de Reims (437 - 532), évêque de Reims.
  - Bodhidharma († 536 ?), fondateur du bouddhisme Zen.
- Philosophes :
  - Martianus Capella, à l'origine des arts libéraux.